# هاراکیری (فیلم ۱۹۱۹)
هاراکیری (انگلیسی: Harakiri) فیلمی به کارگردانی فریتس لانگ است که در سال ۱۹۱۹ منتشر شد.